# 日本空手機構
特定非営利活動法人 日本空手機構（にほんからてきこう）は、日本の空手団体。旧称は日本空手道振興団。東京都より特定非営利活動法人として認証された。流派や会派ではなく、個人団体を問わず、すべての空手愛好家の助成団体であるというのが大きな特徴である。2010年に日本空手機構と名称を改めた。

## 概要
定款によると「この法人は広く一般市民を対象とし、特に青少年に対し、空手道を通じた青少年の躾教育及び空手道の競技会やセミナーの開催事業を行なうことで、礼節を重んじ、苦境にも屈折しない精神と身体の発達を図ることにより、青少年の健全育成に寄与することを目的とする。 」となっており空手道の振興、空手道の学術的研究、空手家の資質向上、団員の相互扶助、空手道指導者の養成、養成所並びに学校の経営、その他の活動を行っている。

## 信条
1. 社会貢献する人物となる。
2. 最良技術を研究し体現する。
3. 調和尊重の言動。

## 段級位
- 初段から十段（黒）
- 一級から三級（茶）
- 四級、五級（紫）
- 六級、七級（緑）
- 八級（青）
- 九級（オレンジ）
- 十級（黄／赤線）
- 十一級（黄色）
- 十二級（白／赤線）
- 無級（白）